# Чаянек, Петр
Петр Чая́нек (чеш. Petr Čajánek; 18 августа 1975, Злин, Чехословакия) — чешский хоккеист, центральный и левый нападающий. В марте 2015 года завершил карьеру игрока, последним клубом был «Злин», выступающий в чешской экстралиге. За всю карьеру в сборной и клубах провел 1442 игры, набрал 1007 (358+649) очков.

## Спортивная карьера

### Клубная карьера

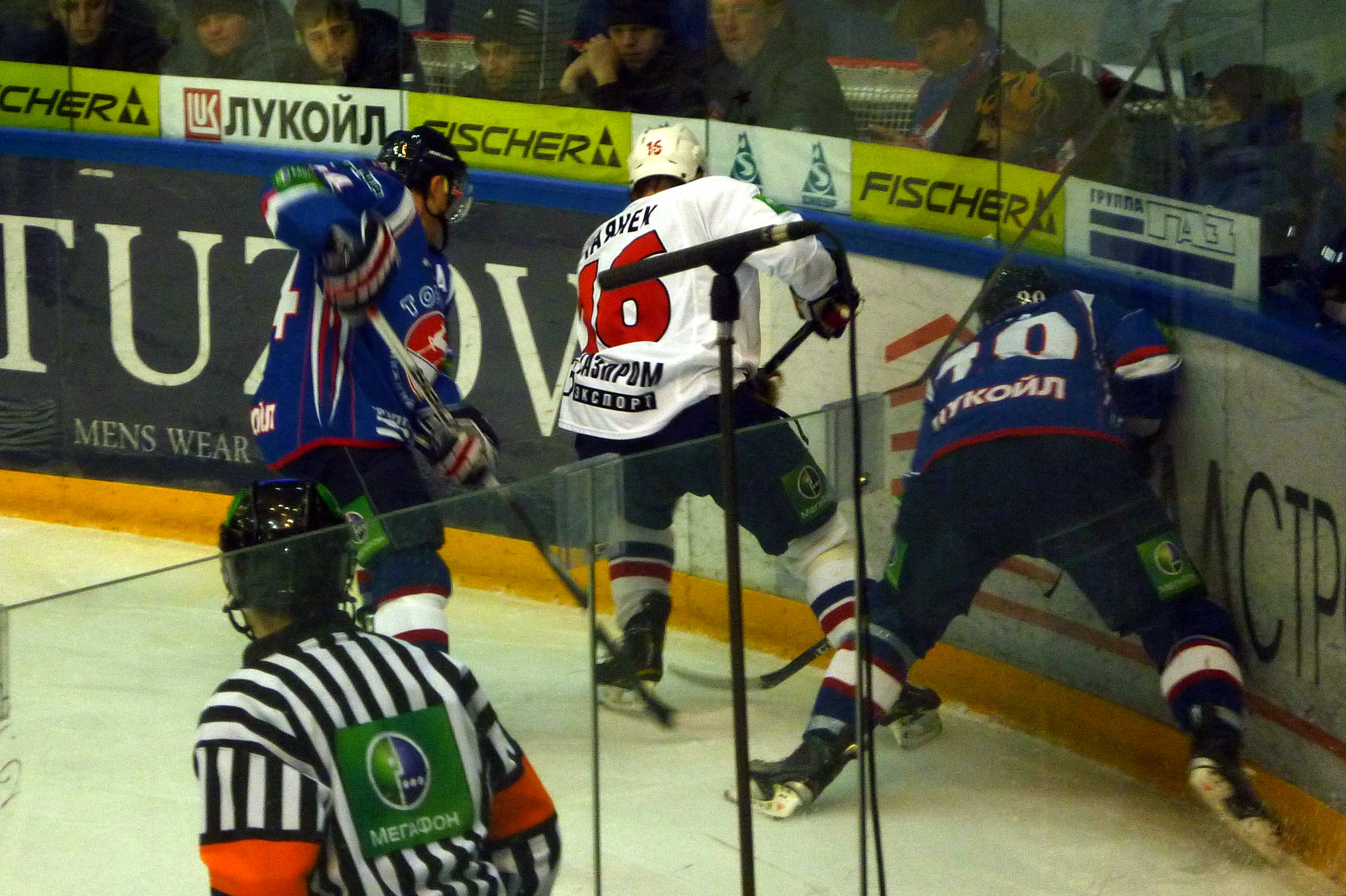
Петр Чаянек (в белом) ведёт борьбу у борта с двумя защитниками

Первым клубом в профессиональной карьере Чаянека стал чехословацкий «Злин», в составе которого он дебютировал в 18-летнем возрасте. Всего в команде из родного города нападающий провёл 9 лет и за это время успел стать одним из её лидеров. Является рекордсменом Экстралиги по количеству голов в одном матче: 3 марта 1998 года забросил 6 шайб в ворота «Опавы».
На драфте 2001 года Чаянек был выбран «Сент-Луисом» под общим 253-м номером, после чего ещё один сезон провел в «Злине». Этот сезон стал для чеха наиболее успешным в плане личной статистики — тогда Чаянек провёл 49 матчей и набрал 64 (20+44) очка.
Перед стартом сезона-2002/03 нападающий перебрался за океан и дебютировал в НХЛ. В своем первом сезоне Чаянек провел 51 матч и записал на свой счет 38 (9+29) очков. Во время локаута хоккеист вернулся в Чехию и отыграл сезон в составе «Злина» — 49 матчей и 25 (10+15) очков.
По ходу сезона-2006/07 у «Сент-Луиса» сменился главный тренер — на место Майка Китчена пришёл Энди Меррей. Чаянек проводил довольно удачный сезон в НХЛ, что не помешало новому главному тренеру выставить хоккеиста на драфт отказов. Клубов, желающих усилиться Чаянеком, не нашлось, и «Сент-Луис» подписал с ним минимальный контракт.
Сезон-2007/08 Чаянек начал в фарм-клубе, однако такое положение дел опытного нападающего не устраивало, и он принял решение переехать в Россию. 21 октября 2007 года хоккеист подписал с «Ак Барсом» однолетний контракт с зарплатой в 900 тысяч долларов. В составе казанского клуба чех провел 43 матча и набрал 44 (18+26) очков.
В мае 2008 года опытный нападающий заключил соглашение с московским «Динамо» сроком на один год. В составе «Динамо» Чаянек стал обладателем Кубка Шпенглера 2008 года, став лучшим снайпером турнира (5 шайб), забросив 3 шайбы в финальном матче в ворота сборной Канады. В 2009 году Чаянек перешёл в петербургский «СКА».
Перед началом сезона 2011/2012 вернулся в родной «Злин». В 2014 в качестве капитана привел «Злин» к победе в чешской экстралиге, стал лучшим бомбардиром плей-офф и получил приз самому ценному хоккеисту плей-офф.
В марте 2015 года завершил профессиональную карьеру. 13 января 2019 года свитер Петра Чаянека с номером 16 был поднят под свод зимнего стадиона имени Лудека Чайки перед игрой чешского чемпионата между «Злином» и  «Пардубице».

### Карьера в сборной
Дебют в составе сборной Чехии состоялся в 1995 году. С тех пор Чаянек стал регулярно вызываться в национальную команду и выиграл с ней три чемпионата мира (2000, 2001, 2005). Кроме того, нападающий принимал участие в трех Олимпиадах — 2002 года в Солт-Лейк-Сити, 2006 года в Турине, когда чешская сборная завоевала бронзовые медали, и в 2010 в Ванкувере. Всего за сборную Чехии провел 153 игры, набрал 73 (35+38) очка.

## Семья
Жена Катержина, сын Марек, дочь Тереза.

## Достижения
- Чемпион мира 2000, 2001, 2005
- Бронзовый призер Олимпийских игр 2006
- Чемпион Чехии 2014
- Серебряный призер чемпионата Чехии 1995, 1999, 2005, 2013
- Бронзовый призер чемпионата Чехии 2002
- Обладатель Континентального кубка 2008
- Обладатель Кубка Шпенглера 2008
- Лучший бомбардир (15 очков) и хоккеист плей-офф чемпионата Чехии 2014
- Лучший снайпер Кубка Шпенглера 2008 (5 шайб)
- Рекордсмен чешской Экстралиги по количеству голов в одном матче (6)

## Статистика
| Легенда | Легенда                    | Легенда | Легенда                   | Легенда | Легенда    |
| ------- | -------------------------- | ------- | ------------------------- | ------- | ---------- |
| И       | Количество проведённых игр | Штр     | Штрафное время            | +/−     | Плюс-минус |
| Г       | Голы                       | П       | Голевые передачи          | О       | Очки       |
| -       | Статистика неизвестна      | —       | Статистика не учитывалась |         |            |